# Gillian Margaret Cowley
Gillian Margaret "Gill" Cowley (* 8. Juli 1955 in Kitwe, Nordrhodesien) ist eine ehemalige simbabwische Hockeyspielerin.

## Erfolge
Bei den Olympischen Sommerspielen 1980 in Moskau gewann Gillian Margaret Cowley mit der Hockey-Nationalmannschaft Simbabwes die Goldmedaille. Dieser Erfolg wurde durch den Boykott der USA und vieler anderer Länder begünstigt, sodass der Mannschaft Simbabwes ein Sieg gegen die favorisierte Sowjetunion zum Gewinn der Goldmedaille genügte. Damit sorgte die Hockey-Nationalmannschaft der Frauen für die einzige Goldmedaille Simbabwes bei den Olympischen Sommerspielen 1980.

## Nach der Karriere
Cowley wanderte später nach Neuseeland aus und arbeitete für eine Buchhaltungs-Firma.